# Instytut Etnologii i Antropologii Kulturowej Uniwersytetu Jagiellońskiego
Instytut Etnologii i Antropologii Kulturowej Uniwersytetu Jagiellońskiego – jednostka dydaktyczno-naukowa należąca do struktur Wydziału Historycznego Uniwersytetu Jagiellońskiego.

## Historia
Początki nauczania etnologii na Uniwersytecie Jagiellońskim sięgają połowy XIX wieku, kiedy Wincenty Pol – profesor geografii, autor licznych i cennych prac etnograficznych – rozpoczął pierwsze w Polsce wykłady z etnografii powszechnej. W 1926 roku powstała Katedra Etnografii Słowian, jako część Studium Słowiańskiego UJ, którą objął profesor Kazimierz Moszyński, jednostkę zlikwidowano jednak w roku 1936 po odejściu Moszyńskiego do Wilna. Pod zakończeniu II wojny światowej Katedrę Etnografii Słowian reaktywowano, ponownie pod kierunkiem profesora Moszyńskiego, zaś w roku 1950 na Wydziale Filozoficzno-Historycznym zostało powołane Studium Historii Kultury Materialnej, włączając Katedrę w jego skład. Od 1956 roku Katedra Etnografii funkcjonuje już jako samodzielna jednostka. W 1995 roku w miejsce istniejącej dotąd Katedry został powołany Instytut Etnologii, przemianowany następnie na Instytut Etnologii i Antropologii Kulturowej.

## Dyrektorzy
Po śmierci Kazimierza Moszyńskiego w 1959 roku Katedrą, a następnie Instytutem kierowali:
- profesor Mieczysław Gładysz (1960–1973)
- profesor Jadwiga Klimaszewska (1973–1980)
- profesor Anna Zambrzycka-Kunachowicz (1981–1987)
- profesor Leszek Dzięgiel (1987–1999)
- profesor Czesław Robotycki (1999–2008)
- profesor Zbigniew Libera (2008–2012)
- dr. hab. Marcin Brocki (2012–2020)
- dr hab. Stanisława Trebunia-Staszel (2020-2024)
- dr hab. Anna Niedźwiedź (od 2024)